# Ossouala
Ossouala (Ossoala, Osso-Ala, Osowala) ist ein osttimoresischer Suco im Verwaltungsamt Vemasse (Gemeinde Baucau).

## Geographie
Vor der Gebietsreform 2015 hatte Ossouala eine Fläche von 65,14 km². Nun sind es 85,94 km². Der Suco liegt im Südosten des Verwaltungsamts Vemasse. Westlich liegt der Suco Vemasse, nördlich die Sucos Caicua und Uato-Lari und nordöstlich der Suco Loilubo. Im Osten liegt das Verwaltungsamt Venilale mit seinem Suco Fatulia und im Süden grenzt Ossouala an die Gemeinde Viqueque mit den Sucos Liaruca (Verwaltungsamt Ossu) und Bibileo (Verwaltungsamt Viqueque). Durch den Norden fließt der Fluss Vemasse und seine Nebenflüsse Suni und der im Suco entspringende Dau. Entlang der Südgrenze fließt der Mori, ein Nebenfluss des Laleia. Im Suco liegt auch ein Berg mit einer Höhe von 1083 m, der ebenfalls Ossouala heißt.
Die größeren Siedlungen liegen in der Nordostspitze des Sucos, nahe der Grenze zu Loilubo. Dies sind Caidenulale (deutsch Maulbeerbaum), Hoineuai (Hoi Neo Ua), Lolinuno (Lolinunu) und Uma Ana Ico (Umaanaico). Hier liegen auch eine medizinische Station und zwei Grundschulen. Eine davon ist die Escola Primaria Catolica Ossouala.
Im Suco befinden sich die fünf Aldeias Caidenulale, Hoineuai (Hoinawai), Lolinuno, Uaicnassa und Uma Ana Ico (Uma-Ana-Iku).

## Einwohner

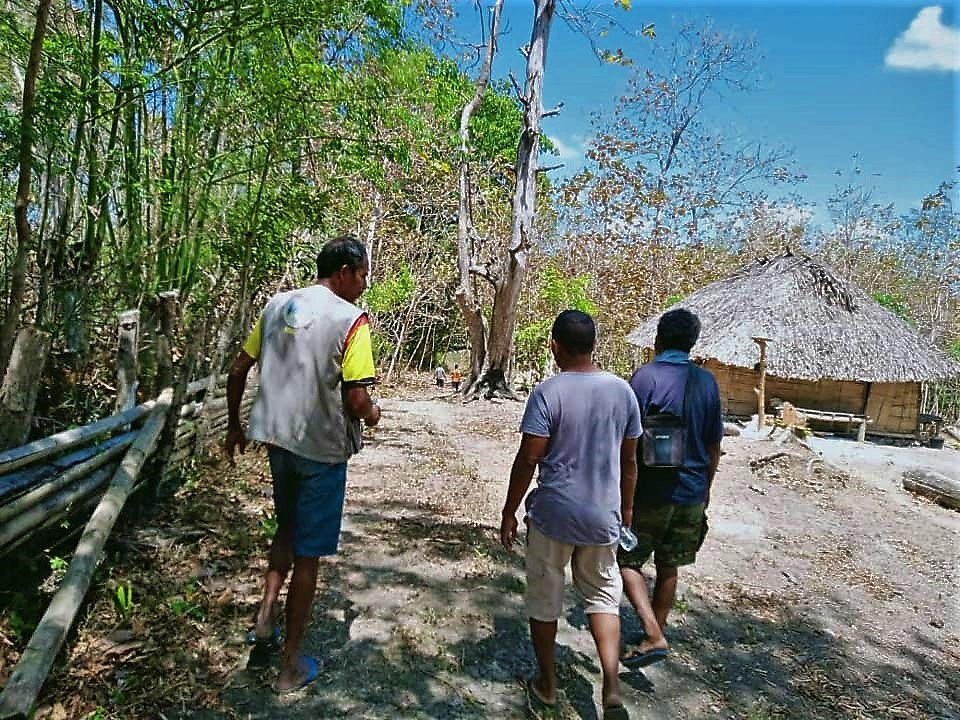
Ossouala

Im Suco leben 1.272 Einwohner (2022), davon sind 673 Männer und 599 Frauen. Im Suco gibt es 223 Haushalte. Etwa 75 % sprechen als Muttersprache den „Bergdialekt“ des Waimaha, mehr als 10 % Kairui und 10 % Midiki. Alle drei gehören zu den Kawaimina-Sprachen. Weniger als 5 % sprechen Tetum Prasa und einige Einwohner Idaté, Baikeno und Adabe. Die letzten drei Sprachen werden nicht traditionell in der Region gesprochen.

## Geschichte

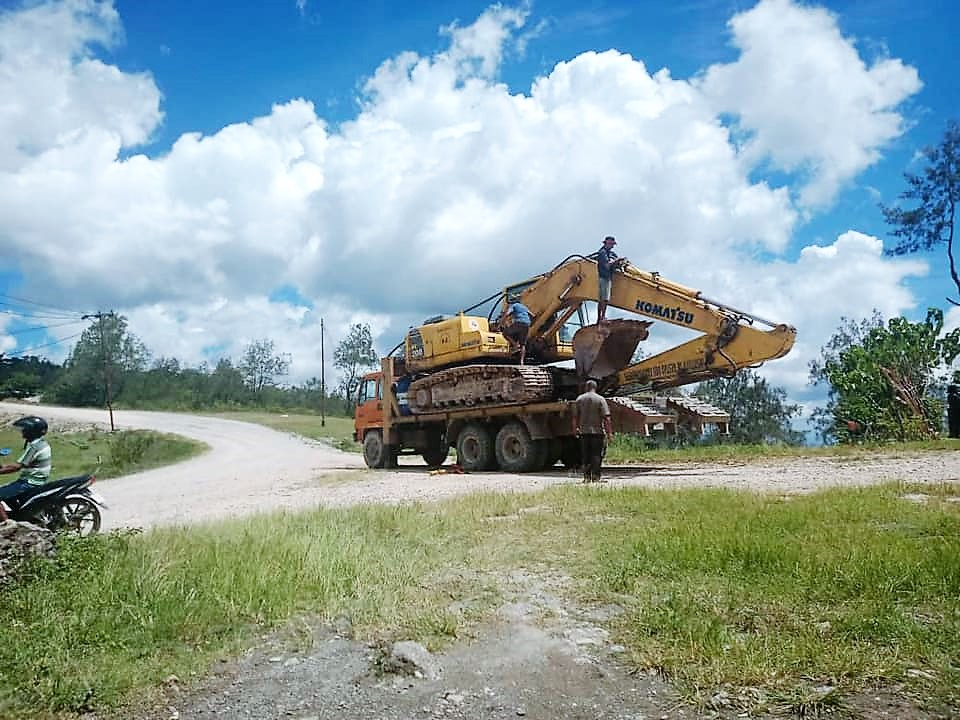
Straße in Ossouala (April 2021)

Die Region zwischen dem Berg Ossouala und dem Monte Mundo Perdido war bis 1978 ein Widerstandsnest der FALINTIL gegen die indonesischen Invasoren.
1978 wurden 120 FALINTIL-Kämpfer, die der Umzingelung in Natarbora entkommen waren, in Ossouala von den Indonesiern gefangen genommen. Am 23. September 1983 verschwanden zehn Einwohner, die von der pro-indonesischen Miliz Team Lorico und Hansip verschleppt wurden. Sie standen im Verdacht, den FALINTIL-Anführer Xanana Gusmão getroffen zu haben.

## Politik
Bei den Wahlen von 2004/2005 wurde João Sebastião Ximenes zum Chefe de Suco gewählt. Bei den Wahlen 2009 gewann Tomas Ximenes dos Reis und 2016 Filipe Zeferino Correia. 2023 wurde Francisco Gama da C. Lobo neuer Chefe de Suco.
2023 wurden als Chefe de Aldeias gewählt: Nazário Correia (Caidenulale), Agueda Freitas (Hoineuai), Agapito da Costa Belo (Lolinuno), Marcelino E. Da Silva (Uaicnassa) und Felix da Costa Ximenes (Uma Ana Ico).